# KFBニュースシャトル
『KFBニュースシャトル』（ケイエフビー ニュースシャトル）は、福島放送（KFB）で、1989年4月3日から9月29日までにかけて生放送していた平日夕方のローカルワイドニュース番組（『ニュースシャトル ANN』の福島県ローカルパート）。

## 番組概要
- 正式タイトルは、『KFBニュースシャトル ANN』（-エイエヌエヌ）。

- 『ニュースシャトル』が1989年4月改編で19時台から18時台に移動したのに伴い、1989年3月31日まで放送していた『KFBニュースレーダー』に代わりスタートした。

- しかし、『ニュースシャトル ANN』の終了に合わせて当番組もわずか半年で終了。

- 10月改編からは『600ステーション』がスタートすることになったため、『KFB 600ステーション ANN』になった。

- 1986年9月29日から1年間は、全国ニュース（『ANNニュースレーダー』）と内包し、1987年10月の『ニュースシャトル』開始からは18時台に独立枠で放送していたが、当番組開始から1992年3月30日の『ふくしまニュース1番街』開始まで、全国ニュースとローカルニュースが再び内包されることになる。

- また、東北地方の当時のANN系列局[1][2]において、『ニュースシャトル ANN』のタイトルを、ローカルニュースで使っていたのもここのみであった。

## 放送時間
- 平日：18:00 - 18:56（JST）

## キャスター
- 岩崎吉高
- 有賀佐知子
- 今泉毅
- 高倉光子

## 参照
- 福島民報社1989年4月縮刷版内の広告掲載より